# Marco Grob
Pour les articles homonymes, voir Grob.
Marco Grob, né le 19 février 1965 à Olten, est un photographe portraitiste suisse, travaillant à New York.

## Biographie
Marco Grob, né en 1965 à Olten, est un photographe de portraits. Il commence sa carrière en tant qu'assistant photographe à Los Angeles. Le quotidien suisse Aargauer Zeitung le qualifie de « photographe des stars ».
Il est l'auteur, entre autres, du portrait de Steve Jobs qui a fait la une de Time du 12 avril 2010, réalisé en 3 min 18 s dans les locaux d'Apple de Cupertino.
Grob a aussi photographié Barack Obama, Hillary Clinton, Buzz Aldrin ; des acteurs tels que George Clooney, Leonardo DiCaprio, Jeff Bridges, Sandra Bullock, Julianne Moore, Uma Thurman, Kevin Costner et Colin Firth ; des musiciens comme Elton John, P!nk, Seal, Boy George, Dave Gahan, Kanye West, Tom Jones, Grace Jones, Chuck Berry et des groupes tels que Deep Purple et Status Quo. 
Il a travaillé pour le New York Magazine et pour Time, Forbes, Vogue, Men’s Vogue, GQ, Vanity Fair, Marie Claire, Elle, Cosmopolitan et Zeit.
Pour Time, il fait une série de 40 portraits de personnalités Beyond 9/11: Portraits of Resilience qui sera récompensé aux Emmy Awards en 2012. Ces œuvres sont ensuite exposées dans un des Smithsonian Museum et au mémorial  du 11 septembre.
Marco Grob expose dans de nombreux musées : 
- Mars-2012- Mai 2012- Musée des beaux-arts de Berne[8]
- Août 2016-Décembre 2016- Musée national d'histoire du château de Frederiksborg- Danemark[9]

## Prix
2007 : prix Master Hasselblad ;
2012 : Gold ADC Adwards- catégorie photographie ;
2012 : Emmy Awards, meilleurs programmes d'actualité et documentaires, section photographie et vidéo pour Beyond 9/11.